# Schlussnote
Die Schlussnote muss gem. § 94 Abs. 1 HGB unverzüglich nach Geschäftsabschluss vom Handelsmakler bzw. Kontrahenten den beiden Parteien zugestellt werden und dokumentiert das Zustandekommen eines Börsen- oder Warengeschäftes. Die Verpflichtung zur Ausstellung einer Schlussnote gilt sowohl für schriftliche als auch für mündliche Abschlüsse. Folgende Informationen sind in der elektronischen Bestätigung enthalten:
- Abgeschlossener Kurs
- ISIN und Wertpapierbezeichnung
- Stückzahl
- Handelstag und Valuta
- Kauf/ Verkauf
- Börsenplatz
- Kontrahent

Jeder Schlussschein hat den Charakter einer Urkunde und bedarf einer elektronischen (früher: handschriftlichen) Unterschrift. 
Durch die Zuweisung einer eindeutigen Schlussnotennummer ist den beiden Parteien möglich den Schlussschein, innerhalb eines vorgegebenen Zeitrahmens, zu reklamieren. Wird der Zeitrahmen überschritten, so gilt der Inhalt als akzeptiert und verbindlich.
Neben den automatisch und in Papierform erstellten „Trade Confirmations“ im XETRA-Handelssystem ist es auch möglich, dass die Geschäftsabschlüsse per Schlussnote bestätigt werden. Die Deutsche Börse AG verlangt dafür ein Entgelt in Höhe von derzeit 0,06 €/Schlussnote.